# David Dingwall
David Charles Dingwall, (né le 29 juin 1952), était ministre du cabinet de Jean Chrétien. 

## Biographie
Il est un avocat qui fut élu pour la première fois à le Chambre des communes du Canada dans l'Élection fédérale canadienne de 1993 comme Membre du Parlement du Parti libéral du Canada pour Cap-Breton—Richmond-Est en Nouvelle-Écosse.  Il fut réélu dans les trois prochaines élections, et fut membre de l'opposition de la chambre de 1991 à 1993.